# BPM 150MAX
『BPM 150MAX』（ビーピーエム 150マックス）は、日本の音楽ユニットTWO-MIXが1996年11月21日に発売された3枚目のオリジナルアルバム。

## 概要
キャッチコピー「BPMシリーズのフィナーレを飾る待望のNEW ALBUM 遂に完成!!」。
TWO-MIXの3rdオリジナルアルバムであり、初期のアルバムシリーズである『BPMシリーズ』の第3弾として発売された。上記のキャッチコピーに記述の通り、BPMシリーズの最終作とあるが、翌年に発売されたベストアルバムのタイトルも、『BPM』とついてあり、完全なる最終作ではない。
所属事務所の方針で、メンバーの高山みなみと永野椎菜の写真は加工されていたり、判別しにくいサイズで掲載されていたが、このアルバムから、アルバムジャケットのデザインが一新され、ライナーノーツをはじめ、アルバムジャケットの2人の写真もはっきりと写された。
先行シングル「LOVE REVOLUTION」のアルバムバージョンをはじめとし、当アルバム発売直前に発売された「Rhythm Generation」、「RHYTHM EMOTION」のバラードヴァージョンである「RHYTHM EMOTION・PURE」の全12曲が収録されている。

## 批評
『CDジャーナル』は、「今回も大迫力のサウンドが満載で、どの曲も聴き応えたっぷりだが、特に、大ヒットした『RHYTHM EMOTION』のバラード・ヴァージョンは、オリジナルとはまたひと味違ったテイストを楽しむことができる。」と批評した。

## 収録曲
| 全作詞: 永野椎菜、全作曲: 高山みなみ、全編曲: TWO-MIX。 |                                         |                     |                       |      |
| #                                                       | タイトル                                | 作詞                | 作曲・編曲            | 時間 |
| 1.                                                      | 「PRELUDE」                             | 永野椎菜 [ 注釈 1 ] | 高山みなみ [ 注釈 1 ] | 1:32 |
| 2.                                                      | 「LOVE REVOLUTION・MAX」                | 永野椎菜 [ 注釈 1 ] | 高山みなみ [ 注釈 1 ] | 3:52 |
| 3.                                                      | 「TRUST ME」                            | 永野椎菜 [ 注釈 1 ] | 高山みなみ [ 注釈 1 ] | 5:18 |
| 4.                                                      | 「RHYTHM GENERATION」                   | 永野椎菜 [ 注釈 1 ] | 高山みなみ [ 注釈 1 ] | 4:14 |
| 5.                                                      | 「STAYIN' ALIVE・MAX」                  | 永野椎菜 [ 注釈 1 ] | 高山みなみ [ 注釈 1 ] | 4:51 |
| 6.                                                      | 「DANCE SEPTEMBER LOVE」                | 永野椎菜 [ 注釈 1 ] | 高山みなみ [ 注釈 1 ] | 4:57 |
| 7.                                                      | 「MEETING ON THE PLANET」               | 永野椎菜 [ 注釈 1 ] | 高山みなみ [ 注釈 1 ] | 4:56 |
| 8.                                                      | 「I'M IN LOVE」                         | 永野椎菜 [ 注釈 1 ] | 高山みなみ [ 注釈 1 ] | 4:31 |
| 9.                                                      | 「FROM FAR DISTANCE」                   | 永野椎菜 [ 注釈 1 ] | 高山みなみ [ 注釈 1 ] | 4:43 |
| 10.                                                     | 「MAXIMUM」                             | 永野椎菜 [ 注釈 1 ] | 高山みなみ [ 注釈 1 ] | 5:24 |
| 11.                                                     | 「X'MAS DREAMS」(SPECIAL TRACK)         | 永野椎菜 [ 注釈 1 ] | 高山みなみ [ 注釈 1 ] | 4:43 |
| 12.                                                     | 「RHYTHM EMOTION・PURE」(SPECIAL TRACK) | 永野椎菜 [ 注釈 1 ] | 高山みなみ [ 注釈 1 ] | 5:39 |
| 合計時間:                                               | 合計時間:                               | 54:40               |                       |      |

## 曲解説
1. PRELUDE
  - 「LOVE REVOLUTION」のイントロ部分を独立させた曲。
2. LOVE REVOLUTION・MAX
  - 先行シングル「LOVE REVOLUTION」のアルバムバージョン。
  - テレビ朝日系ドラマ『KIRARA』オープニングテーマ。
3. TRUST ME
  - 2022年に発売のトリビュート・アルバム『TWO-MIX Tribute Album "Crysta-Rhythm"』にて、影山ヒロノブがカバー[3]。
4. RHYTHM GENERATION
  - 先行シングル。テレビ東京系『ゴジラ王国』オープニングテーマ。
5. STAYIN' ALIVE・MAX
  - 「LOVE REVOLUTION」のc/w曲のアルバムバージョン。
6. DANCE SEPTEMBER LOVE
7. MEETING ON THE PLANET
  - 「RHYTHM GENERATION」のc/w曲。
  - NACK5『RADIO TWO-MIX』オープニングテーマ。
8. I'M IN LOVE
9. FROM FAR DISTANCE
  - 1998年に発売されたミニ・アルバム『FANTASTIX II』にこの曲のセルフカバーである「FROM FAR DISTANCE 〜SILK ROAD〜」が収録されている。
10. MAXIMUM

SPECIAL TRACK
1. X'MAS DREAMS
2. RHYTHM EMOTION・PURE

## リリース履歴
| No. | 日付           | レーベル             | 規格 | 規格品番 | 最高順位 | 備考                           |
| --- | -------------- | -------------------- | ---- | -------- | -------- | ------------------------------ |
| 1   | 1996年11月21日 | キングレコード / KMW | CD   | KICS-595 | 2位      | 初回盤のみスリーブケース仕様。 |